# Budynek Cyrku w Kiszyniowie
Budynek Cyrku w Kiszyniowie (rum. Edificiul Circului din Chișinău) – budynek użyteczności publicznej przeznaczony na występy cyrkowe w Kiszyniowie w Mołdawii, wzniesiony w 1981 roku, zabytek architektury Mołdawii.

## Historia
Projekt gmachu Cyrku Państwowego wykonali Siemion Szojchiet, Ała Kiriczenko i Anatolij Kołotowkin. Budynek został wzniesiony przy Bulevardul Renașterii Naționale na zachodnim brzegu Byku w latach 1977–1981. Był to wówczas pierwszy taki budynek w ZSRR i 4. pod względem wielkości budynek cyrku na świecie. Siemion Szojchet otrzymał za swoje projekty Nagrodę Państwową Mołdawskiej Socjalistycznej Republiki Radzieckiej w 1984 roku. 
W budynku odbywały się występy cyrkowe oraz koncerty, wystawiano nawet do 57 przedstawień miesięcznie. Przy cyrku znajdowała się stołówka dla gości. 
Obiekt został zamknięty w 2004 roku. Od tego czasu obiekt jest chętnie odwiedzany przez miłośników urban exploration. Po zamknięciu budynku zdekompletowano część wyposażenia, niektóre okna zostały zabite dyktą, a stan budynku zaczął ulegać stopniowemu pogorszeniu. Władze miasta pomimo chęci renowacji budynku nie miały na to funduszy, próbowano także szukać prywatnego inwestora. W 2007 roku przedsiębiorstwo cyrkowe z podmiotu państwowego zostało przekształcone w spółkę akcyjną z większościowym udziałem mołdawskiego ministerstwa kultury. 
30 maja 2014 roku wznowiono działalność cyrkową na małej scenie, jednak odbyło się na niej tylko kilka spektakli. Duża sala nadal pozostawała opuszczona. 
19 maja 2022 roku budynek został wpisany do rejestru zabytków architektury Mołdawii (pod nr. 384.3.).

## Architektura
Budynek wzniesiono na miejscu cmentarza miejskiego w stylu socjalistycznego modernizmu (socmodernizmu) bądź późnego brutalizmu na planie koła. Głównym budulcem był beton. Elewacja przypomina koszyk i ma nawiązywać formą do mołdawskiego tańca hora, składa się z elementów w kształcie litery V; nad głównym wejściem znajduje się rzeźba przedstawiająca cyrkowców z kulami.
Cyrk ma największą widownię-amfiteatr w Mołdawii o pojemności 1900 miejsc. Duża arena ma średnicę 13 m. Mała arena cyrkowa ma średnicę 9,51 m i pojemność 308 miejsc. Dookoła sali widowiskowej rozciąga się foyer z malowidłami wykonanymi techniką enkaustyki. Ściany zostały udekorowane także ceramicznymi rzeźbami.

## Galeria

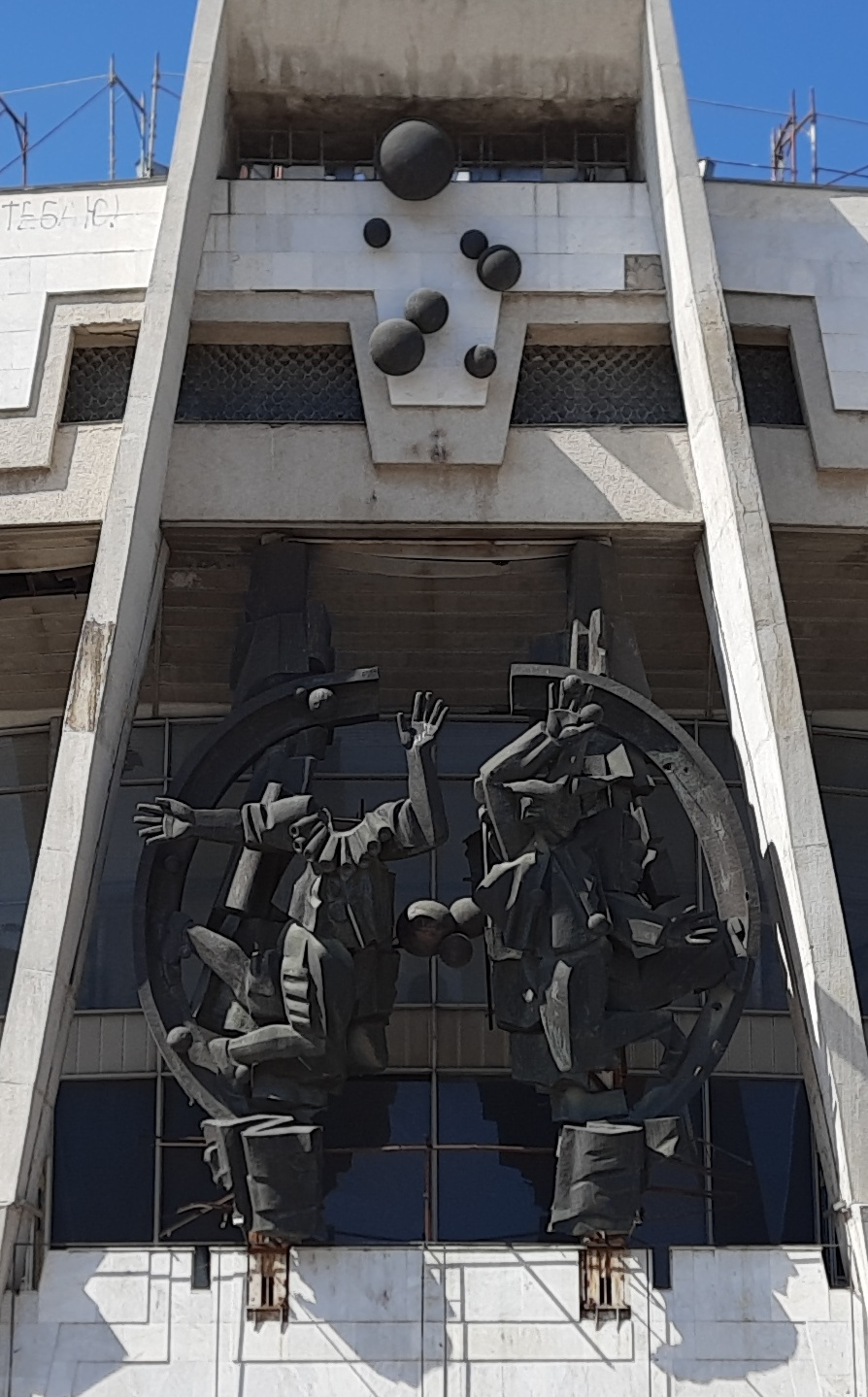
Rzeźba cyrkowców nad wejściem głównym (2022)
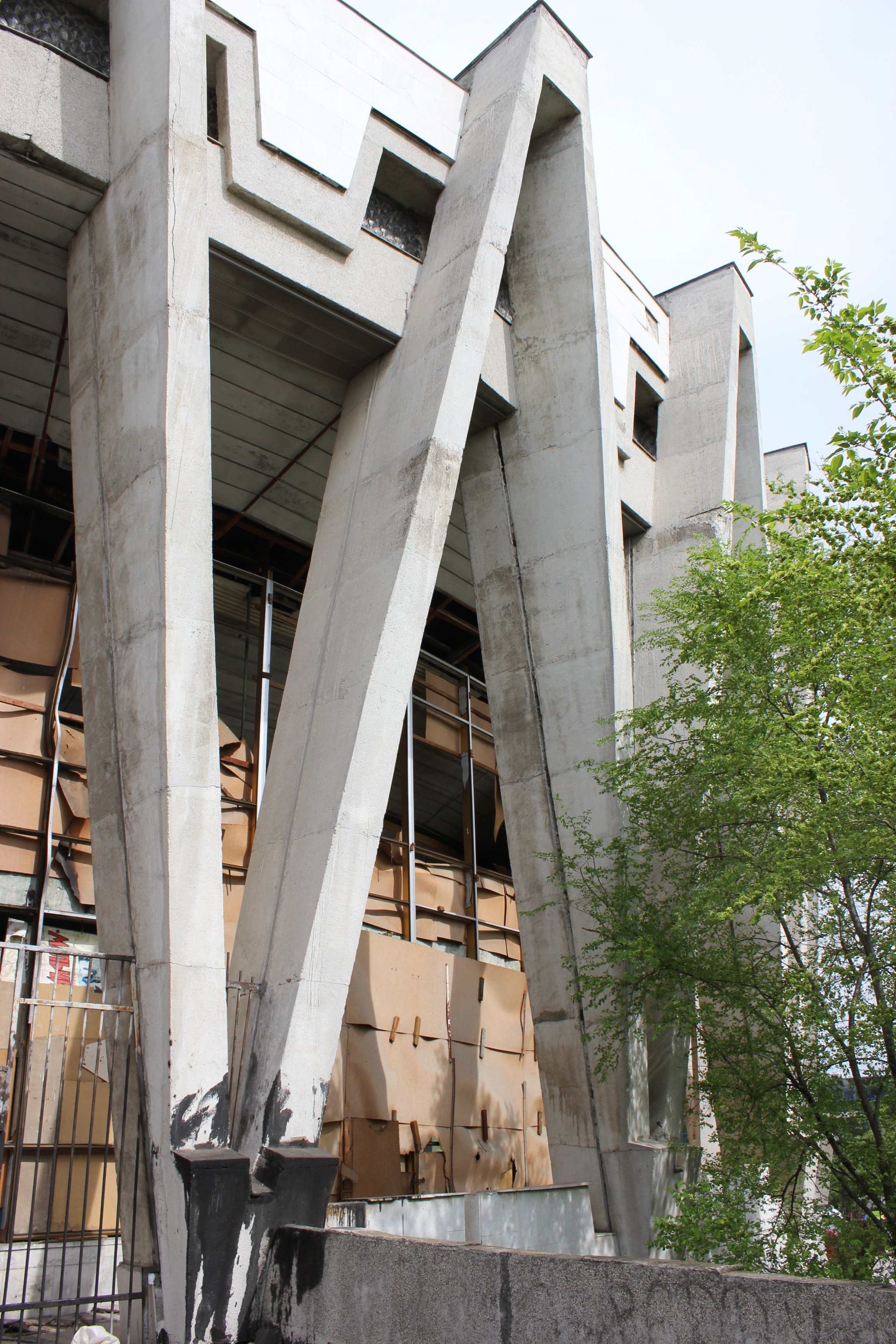
Elewacja głównej sali (2014)
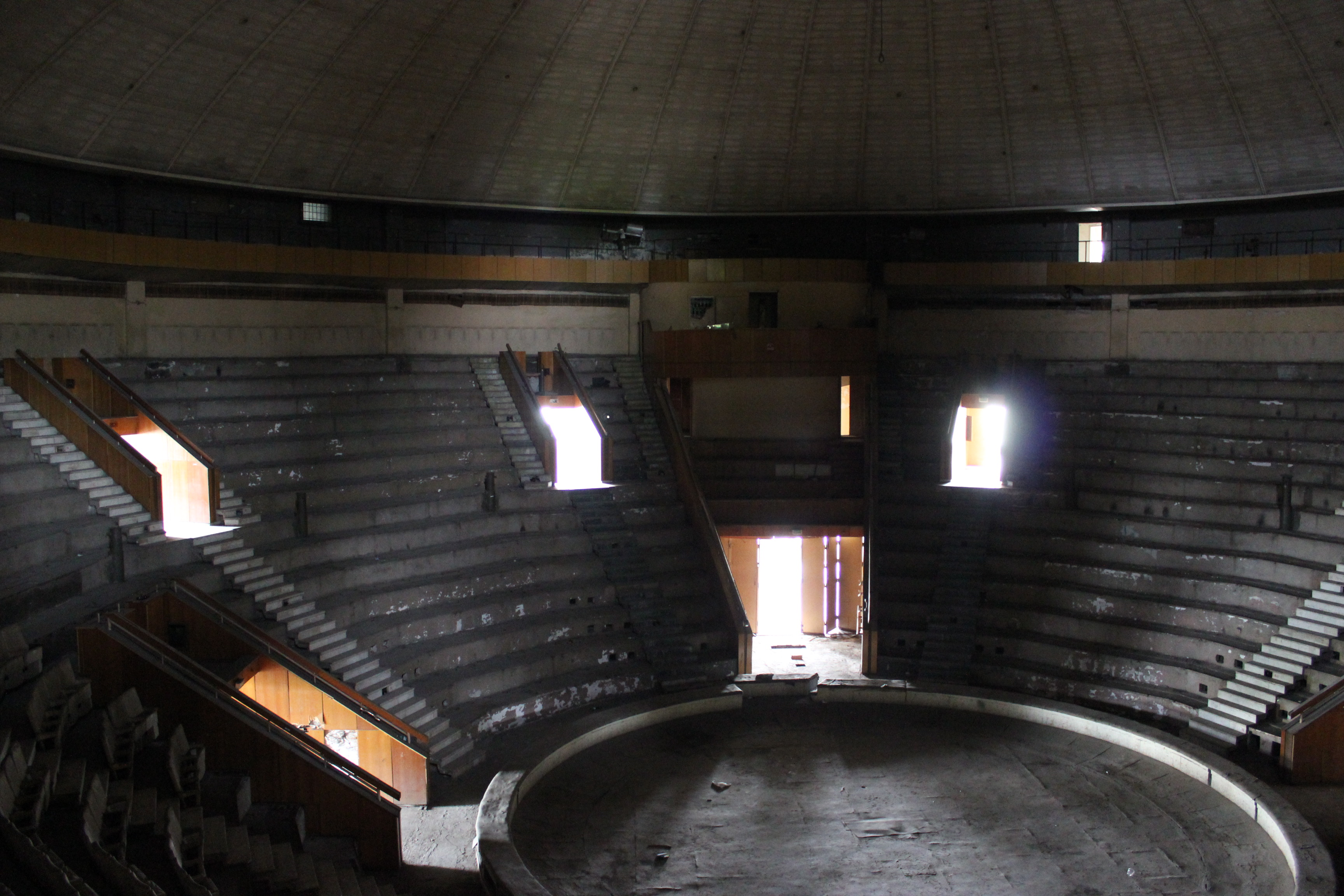
Sala widowiskowa (2014)
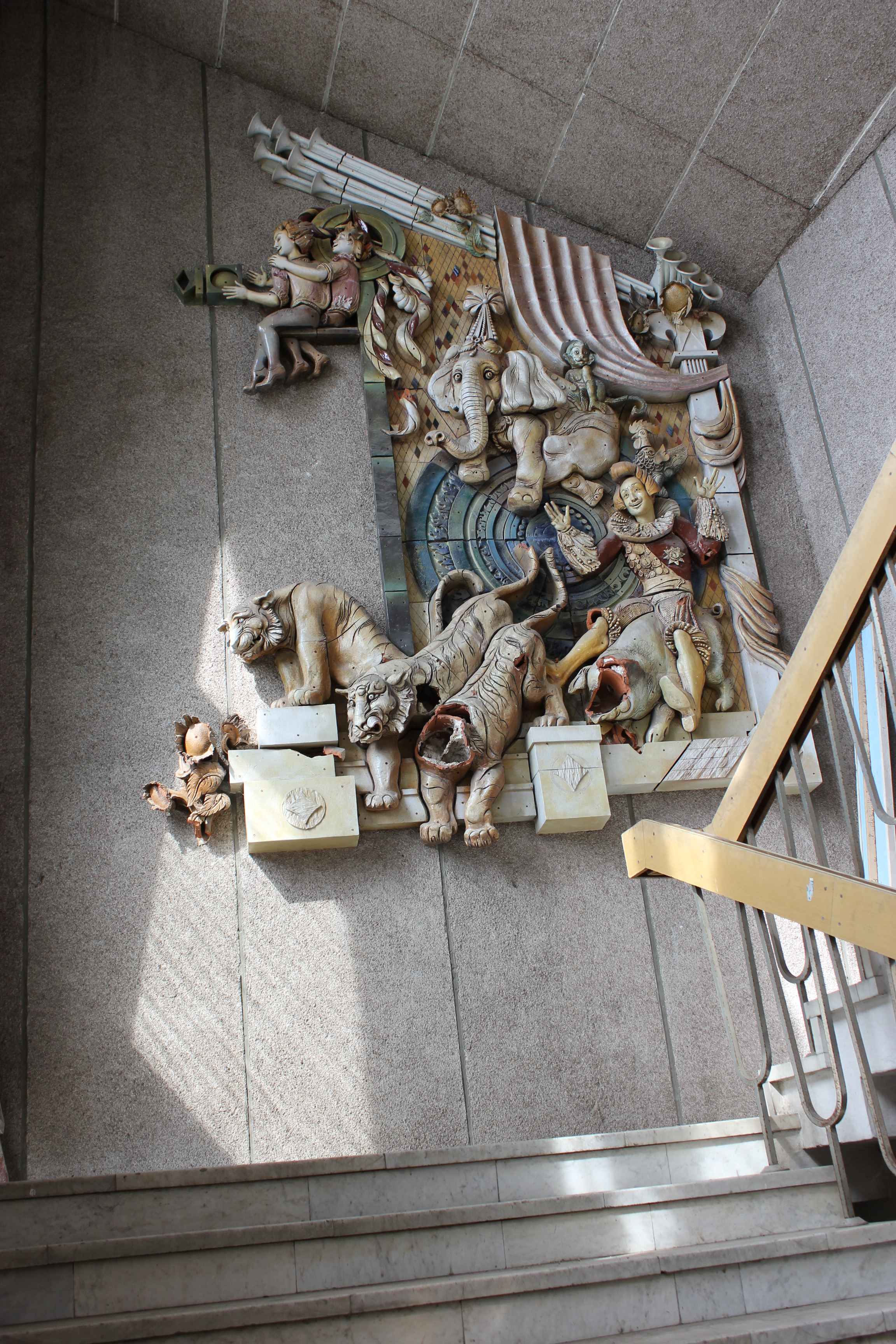
Ceramiczne płaskorzeźby na klatce schodowej (2014)
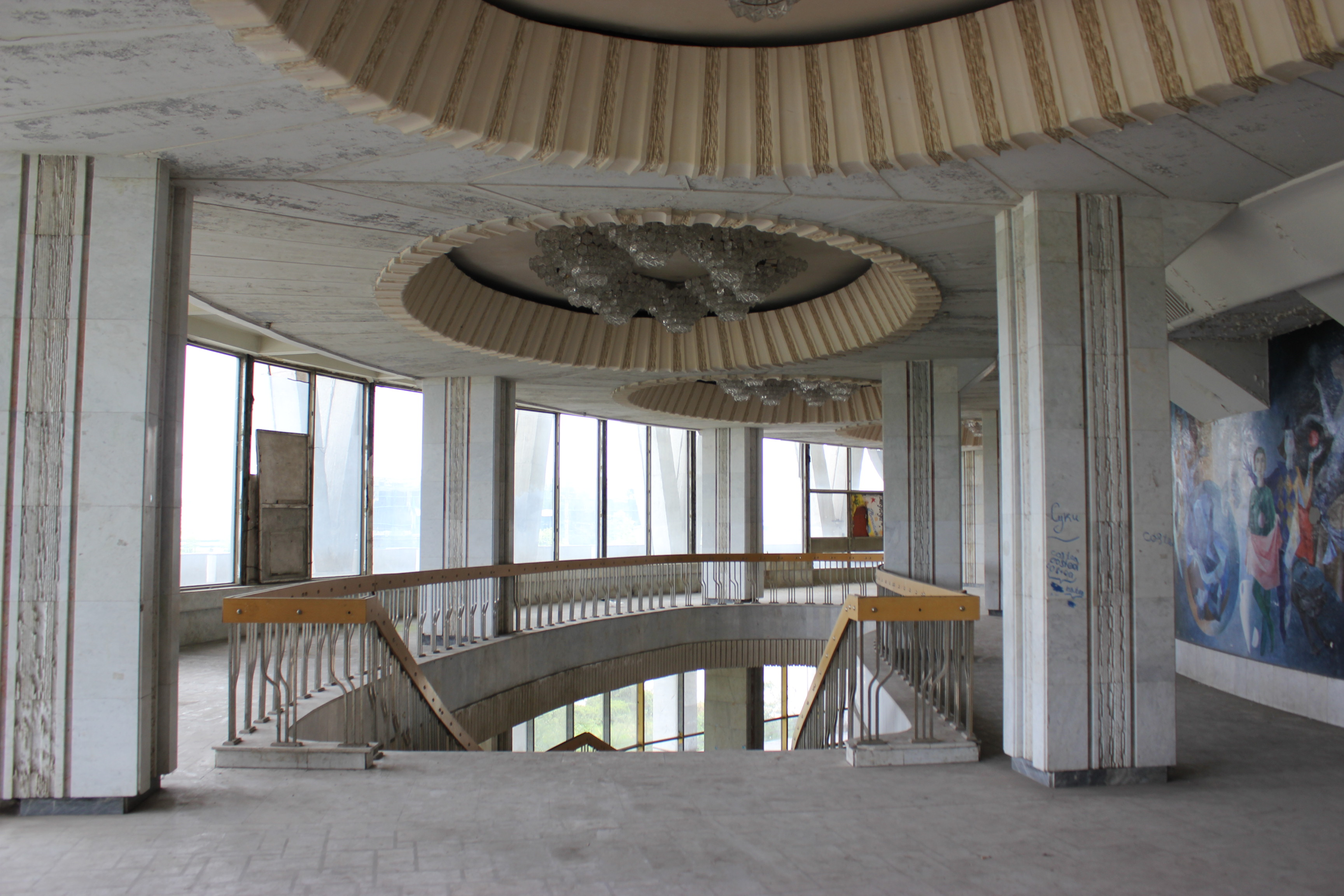
Foyer (2014)
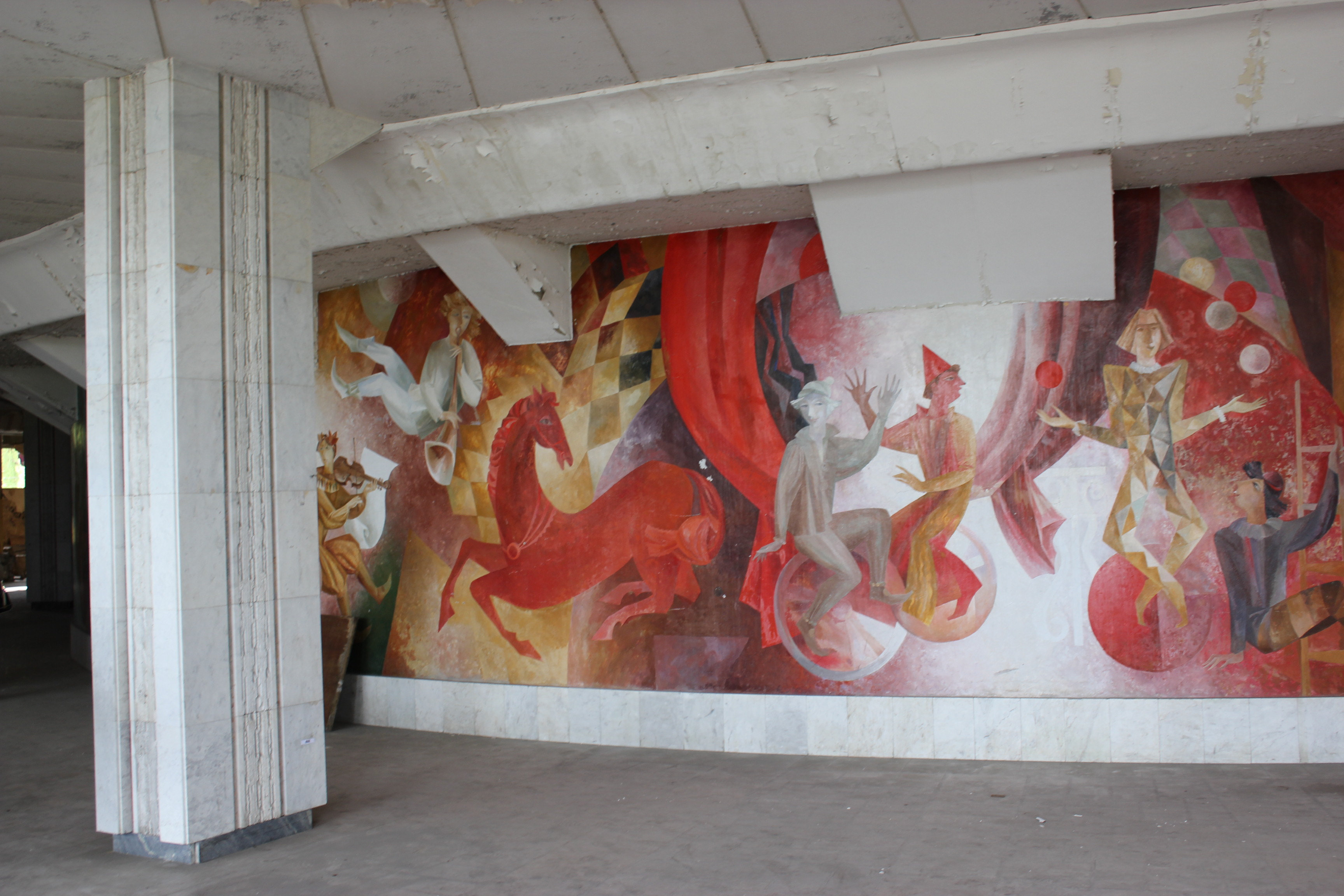
Malowidła w foyer (2014)
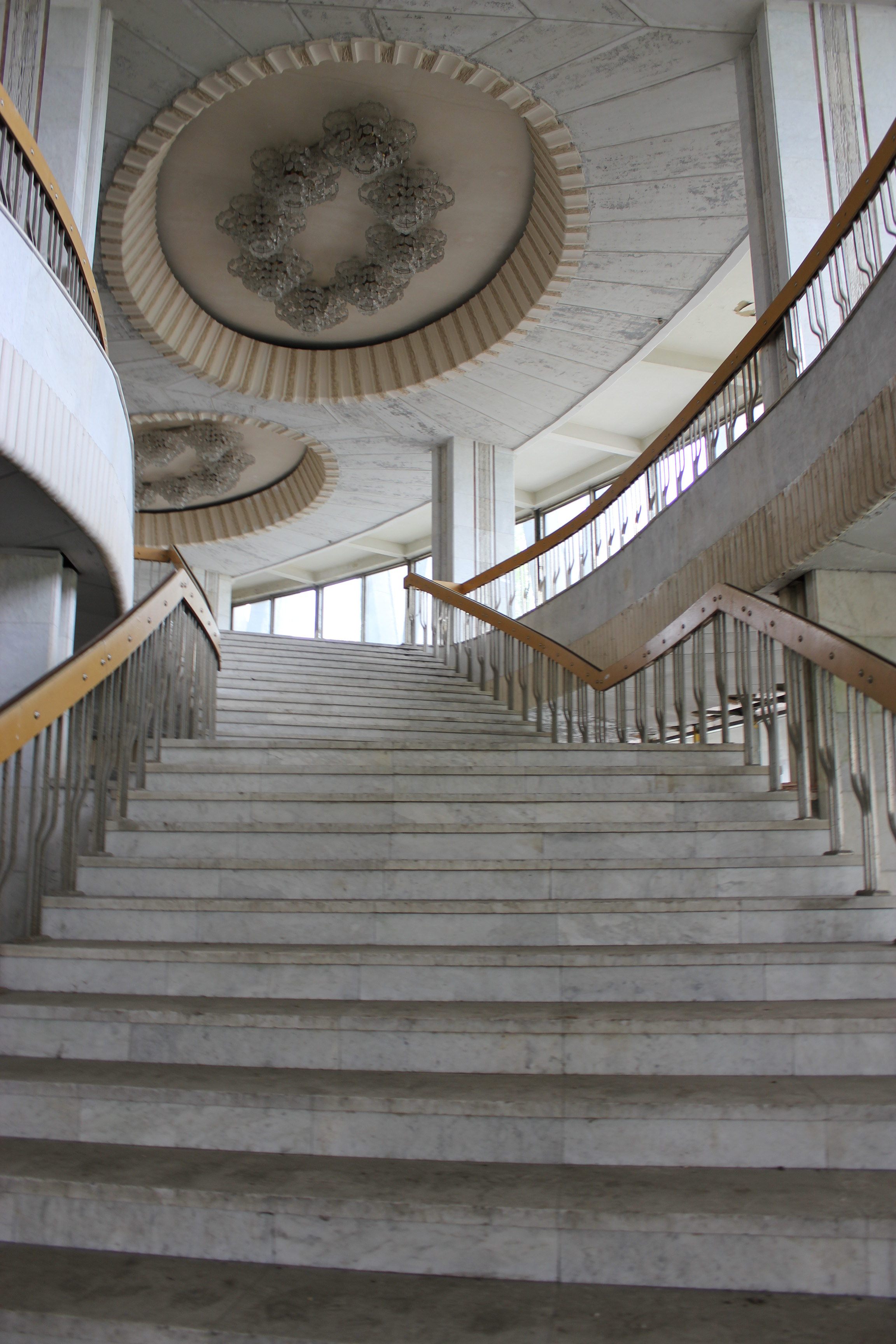
Klatka schodowa (2014)